# برج الساعة (تونس)
برج الساعة أو بالدارجة التونسية المنقالة، هو برج تعلوه ساعة ضخمة، ويقع في وسط ساحة 14 جانفي 2011 في تونس العاصمة.

## تاريخ
بعد الاستقلال، كان يتوسط هذه الساحة تمثال لأول رئيس لتونس الحبيب بورقيبة وهو يمتطي صهوة حصان، إلا أنه بعد انقلاب 7 نوفمبر 1987 الأبيض، قرر الرئيس الجديد زين العابدين بن علي نقل هذا التمثال إلى حلق الوادي في ضواحي العاصمة. 

تم إذا في 1988، إنشاء برج الساعة، وكان له شكل آخر قديم يختلف عن البرج الحالي، وكان طوله لا يتجاوز العشرين مترا. 

في 2001، غُيِّر البرج للشكل الحالي الذي هو عليه الآن في مدة 90 يوما، وأصبح يحيط به مسبح مائي تتوسطه نافورة مائية راقصة.

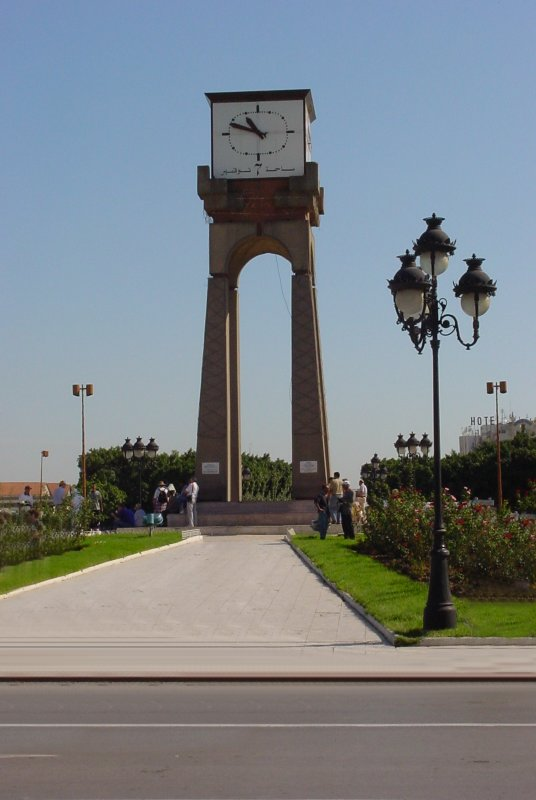
برج الساعة القديم بين 1988 و2001.
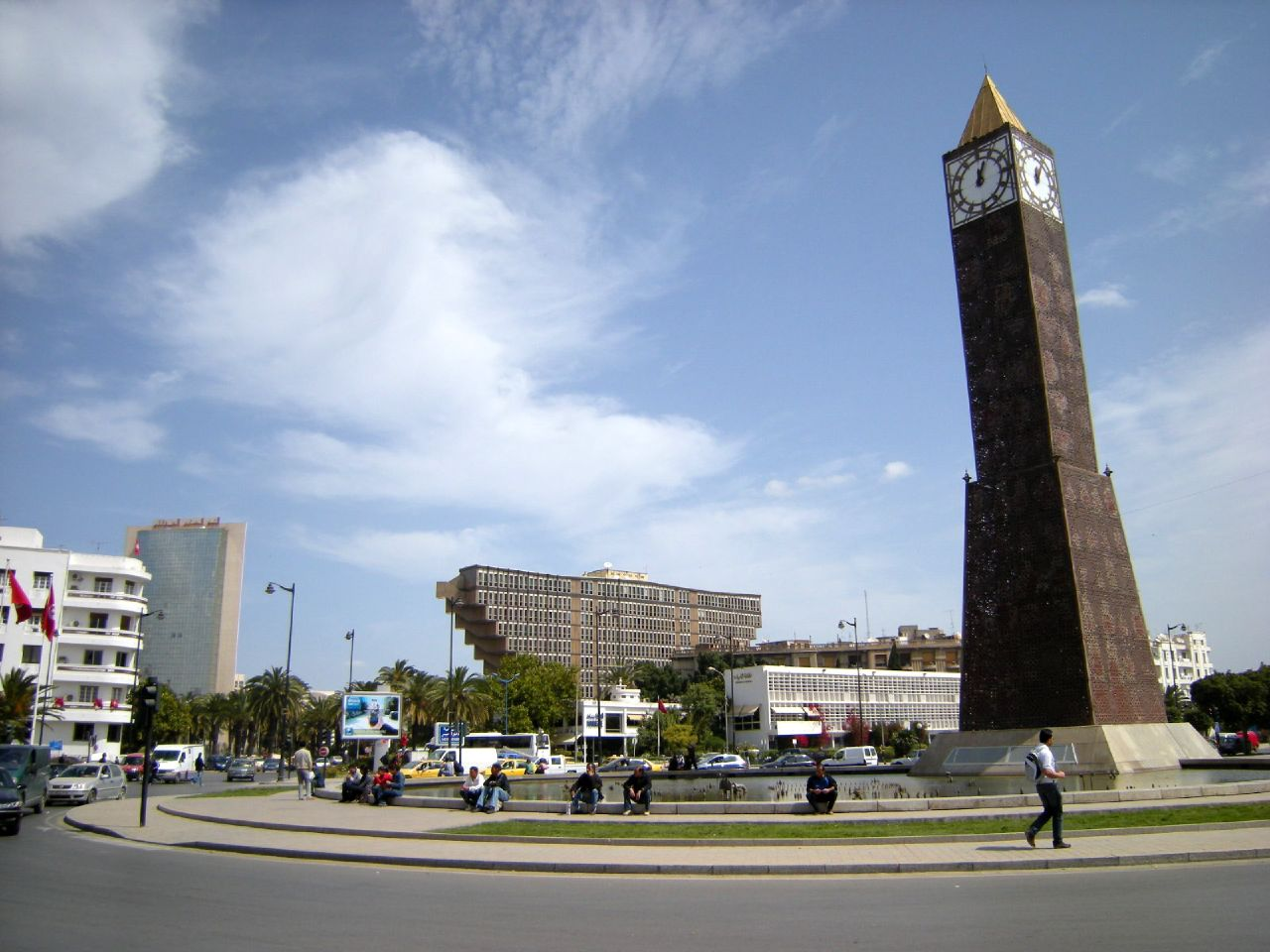
برج الساعة وهو يتوسط ساحة 14 جانفي 2011.
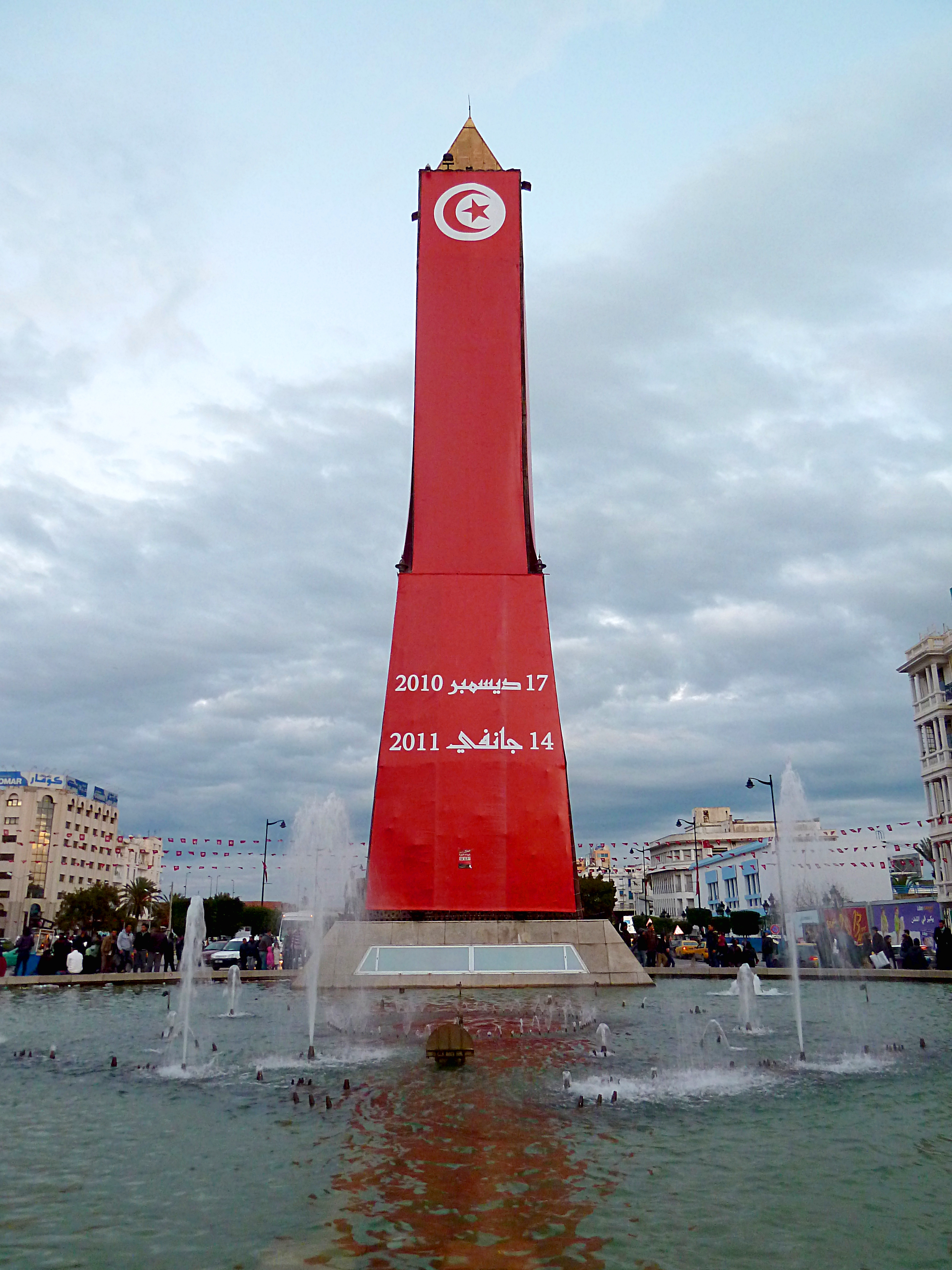
برج الساعة في الذكرى الثانية للثورة التونسية.
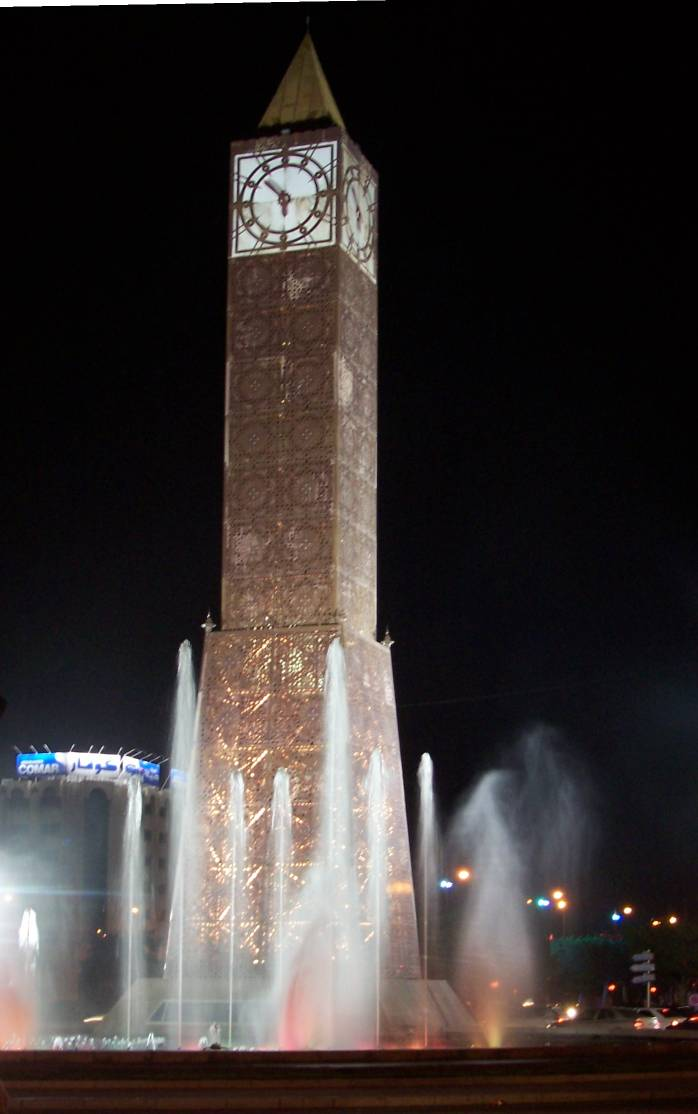
برج الساعة في الليل.

## المواصفات
يبلغ ارتفاع البرج 32 مترا، وهو مؤلف من قاعدة مربعة الشكل يبلغ محيطها 4 أمتار، وتكسوه أشكال معدنية مطلية بالدهن البرونزي. يتخذ هيكل برج الساعة شكلا هرميا، مذهبا في قمته.

## مقالات ذات صلة
- برج ساعة
- ساحة 14 جانفي 2011
- تمثال الحبيب بورقيبة
- شارع الحبيب بورقيبة (مدينة تونس)